# Pallacanestro ai XIII Giochi del Mediterraneo
Le competizioni di pallacanestro ai XIII Giochi del Mediterraneo si svolsero nei seguenti impianti:
- Palaflorio, Bari (torneo maschile)
- Palestra del CUS, Bari (torneo femminile)
- Palazzetto dello sport, Brindisi (torneo maschile)
- Palazzetto dello sport, Ruvo di Puglia (torneo femminile)